# Nikolaj Nikolajevitj af Rusland (1831-1891)
Nikolaj Nikolajevitj (russisk: Николай Николаевич) (27. juli 1831, Tsarskoje Selo -13. april 1891, Alupka), storfyrste af Rusland, tredje søn af kejser Nikolaj 1. af Rusland, og russisk Feltmarskal.
Han tilhørte huset Romanov.
Nikolaj blev kaldt Senior for at skelne ham fra hans ældste søn kaldet Nikolaj Nikolajevitj Junior.
I familien blev han kaldt onkel Nizi.
Nikolaj blev stamfar til den gren af kejserfamilien der blev kaldt Nikolajevitji.

## Familie og ungdom
Nikolaj Nikolajevitj blev født i 1831 i Ruslands hovestad Skt. Petersborg. Han var søn af den regerende kejser, Nikolaj 1. og hans hustru kejserinde Alexandra Feodorovna, prinsesse af Preussen.
Som en yngre søn fik han den traditionelle militære uddannelse for kejserhusets medlemmer. Han gennemgik et barsk træningsforløb, der gjorde ham udholdende, flittig, og gav ham en grundlæggende disciplin. Han deltog senere blandt andet i Krim-krigen.
Nikolaj havde en speciel interesse for teknik og Ingeniørtropperne, som han senere blev chef for.

## Ægteskab
I 1856, året efter hans faders død, blev Nikolaj gift med den i Rusland boende prinsesse, Alexandra Petrovna af Oldenburg. Ægteskabet var ikke særlig lykkeligt, men parret fik sammen to sønner:
- Nikolaj Nikolajevitj af Rusland (1856-1929), russisk øverstkommanderende i starten af 1. Verdenskrig
- Peter Nikolajevitj af Rusland, far til prins Roman Petrovitj af Rusland, og farfar til Nikolaj Romanovitj, der frem til sin død var formand for Romanov- Familierådet.

Nikolaj havde en permanent elskerinde, danserinden Katarina Kislova, med hvem han fik 5 børn, og affæren var offentlig kendt.

## Senere liv
Da hans broder, kejser Alexander 2. af Rusland, kom på tronen, fik Nikolaj en betydelig politisk indflydelse. Han sad i det russiske statsråd og fik fremtrædende militære poster.
I 1856 blev han generalinspektør for ingeniør-tropperne og kavalleriet og samtidig øverstkommanderende over tropperne i Skt. Petersborgs militærdistrikt. I 1873 blev han leder af den Kejserlige Livgarde.
Nikolaj deltog i Den russisk-tyrkiske krig (1877-1878), hvor han ledede de russiske styrker ved Donau. Hans indsats var ikke særlig vellykket, og han blev udsat for kritik for sine manglende lederegenskaber. Han blev siden frataget det egentlige lederskab, men fortsatte formelt på sin post. Til trods for kritikken blev han efter en fordelagtig fredsaftale i 1878 udnævnt til generalfeltmarskal af sin bror.
I kølvandet på krigen blev Nikolaj sat i forbindelse med korruption og bestikkelse. Han forsøgte at forsvare sig ved at udpege andre russiske statsmænd og generaler, hvilket ikke bidrog til hans popularitet.
I 1881 blev Alexander 2. myrdet, hvilket betød, at Nikolaj mistede al politisk indflydelse. Hans nevø Alexander 3. af Rusland brød sig ikke om Nikolaj og hans livsstil.
Nikolaj havde en dårlig økonomi. Han lånte penge mod sit palads, og han blev sat under administration af Alexander 3. i 1882.

## Sidste år
Nikolaj havde et ønske om, at hans hustru ville dø før ham, så han kunne gifte sig med sin elskerinde. I stedet var det elskerinden, der døde i 1889. Kort efter blev Nikolaj sindssyg. Han havde kræft i munden, der senere satte sig på hjernen. Han udviklede vrangforestillinger og troede, alle kvinder var forelsket i ham, og han angreb selv en ung mand, han antog for at være en kvinde ved en balletforestilling.
I 1890 blev han officielt erklæret for utilregnelig og blev holdt indespærret i sin bolig i Alupka på Krim, hvor han boede.
Nikolaj Nikolajevitj døde i 1891.